# Green Lake (Whistler)
Der Green Lake ist der größte und am weitesten nördlich gelegene See in der Resort-Gebietskörperschaft Whistler im Süden der kanadischen Provinz British Columbia. An seinem Nordufer verläuft der Sea-to-Sky Highway.
Er ist die Quelle des Green River, eines Nebenflusses des Lillooet River. Gespeist wird er vom River of Golden Dreams, welcher der Abfluss des Alta Lake ist. Dieser wiederum befindet sich auf einer Hochlage, die das Einzugsgebiet des Green River von dem des Cheakamus River, eines Nebenflusses des Squamish River, im Süden trennt. Außerdem münden in den Green Lake der Fitzsimmons Creek, welcher in einem Tal oberhalb von Whistler Village zwischen Blackcomb Peak und Whistler Mountain entspringt, sowie der Rainbow Creek, welcher vom Rainbow Mountain oberhalb des Stadtteils Alpine Meadows abfließt. 
Die Stadtteile Alpine Meadows und Emerald Estates liegen am südwestlichen bzw. nordwestlichen Ufer. In Nachbarschaft zu Alpine Meadows befinden sich die kleinen Ortsteile Rainbow (nordöstlich) und Nicklaus North (südöstlich). Die Geistersiedlung Parkhurst (auch bekannt als Green River, obwohl es sich dabei um einen Eisenbahnhaltepunkt am Abfluss des Green Lake etwa 1 km nördlich handelt), wird von den Einwohnern fälschlicherweise Soo Valley genannt. (Das nahe gelegene Soo Valley gehört zu einem anderen Einzugsgebiet.) Parkhurst entstand um eine Sägemühle herum am Ostufer des Sees an seiner engsten Stelle gegenüber von Emerald Estates; der Vorbau des alten Hauptgebäudes bildete den Ort eines lokal bekannten Gruppenfotos nackter Menschen, die den Ort in den 1970er besetzt hatten und von denen viele heute zum Establishment von Whistler gehören.
Der Green Lake liegt auf 633 m Höhe, ist etwa 1,2 km lang und durchschnittlich etwa 650 m breit; seine Fläche beträgt etwa 2,2 km². Am Green Lake befindet sich das Whistler/Green Lake Water Aerodrome (IATA-Code YWS), ein Start- und Landeplatz für Wasserflugzeuge.